# 阿固郎
阿固郎，唐朝初年靺鞨首领。
唐高祖武德五年（622年）十一月，阿固郎至唐朝首都长安（今陕西西安）朝贡。唐太宗贞观二年（628年），阿固郎开始表示臣附，所献贡品有常，唐朝以其辖地为燕州。《唐贾耽记边州入四夷道里考实》认为阿固郎就是突地稽。